# نیکون کولپیکس اس۲
نیکون کولپیکس اس۲ (به انگلیسی: Nikon Coolpix S2) یک دوربین عکاسی کامپکت ساخت شرکت نیکون است.